# Тодорович, Екатерина Яковлевна
Екатери́на Я́ковлевна Тодоро́вич (урождённая Гитл Янкелевна Шле́зингер, в первом браке Коган, англ. Catherine Todorovic; 13 сентября 1877, Килия, Королевство Румыния — 1 апреля 1974, Санта-Круз, Калифорния) — русская, японская и американская пианистка и музыкальный педагог.

## Биография
Родилась 1 (13) сентября 1877 года в Килие (тогда в составе Румынского королевства, с 1878 года вновь в Бессарабской губернии), старшая дочь в еврейской семье (родители — килийские мещане Яков Моисеевич Шлезингер и Сура-Ривка Шлезингер), где кроме неё росли два брата и три сестры. Детские годы провела в Килие (здесь в 1887 году родилась её сестра Елизавета) и в Одессе, где родились её братья Борис (1881) и Анисим (1890), и сестра Клара (1879). Её музыкальное образование началось в Одессе и продолжилось в Венской консерватории у Роберта Фишхофа. 
После окончания 1 июля 1900 года с серебряной медалью консерватории вернулась в Россию и вышла замуж за студента Императорского Московского технического училища (окончил в 1904 году, инженер-механик) Иосифа Ароновича Когана, уроженца Измаила, где 21 августа 1902 года у них родился сын Яков. 1 августа 1906 года этот брак распался, Екатерина Коган покинула Измаил и в Санкт-Петербурге, приняв прaвославие, вышла замуж за надворного советника Душана Николаевича Тодоровича (1875—1963), уроженца Белграда, выпускника физико-математического факультета Санкт-Петербургского университета. В 1907 году переехала в Хабаровск, где её муж работал в Приамурской налоговой службе. 29 декабря 1907 года у них родился сын Виктор.
В апреле 1909 года переехала с мужем и двумя сыновьями в Японию, где он был назначен преподавателем русского языка в Военной академии Императорской армии Японии и Школе иностранных языков в Токио. В Японии началась её карьера концертирующего пианиста и позже музыкального педагога. Первым выступлением после переезда стал концерт на вечере Русской туристической организации 3 июля 1909 года. 16 декабря того же года состоялось её выступление со скрипачами  Вильгельмом Дубравчичем (1868—1925) и Жоржем Виньети (1882—?) на 52-м концерте Музыкального общества Мэйдзи. Это трио продолжило выступления в последующие годы, в том числе в вечерах, устраиваемых русским посольством в Токио, а после отъезда Виньети в Канаду Тодорович и Дубравчич продолжали выступать как дуэт (1912). Как аккомпаниатор выступала с оперными певцами Тамаки Миурой (1884—1946) и Адольфо Сарколи (1867—1936), сотрудничала с дирижёром Косаку Ямадой (1916). В 1917—1918 годах участвовала в благотворительных концертах в пользу голодающих русских и сербских детей, пострадавших во время войны. В этот же период концертировала в фортепианном дуэте с Ядвигой Залесской.
Во время Первой мировой войны избрана председательницей русской военной благотворительной санатории в Тигасаки, была попечительницей русской школы в Токио (помещение которой было открыто на её имя). Была удостоена рыцарской степени сербского Ордена Святого Саввы (1919), ордена и серебряной медали Сербского Красного Креста (1934), японской Памятной медали в ознаменование восстановления столицы после землетрясения.
Среди её учеников в Японии были пианисты и музыкальные педагоги Соноко Иноуэ (1926—1986), Тоёко Крейцер (урождённая Оримото, 1916—1990, жена пианиста Леонида Крейцера), Харуко Саёнджи, Акико Тераниши (1928—?); преподавала фортепиано детям из высокопоставленных и имперских семей. 
31 июля 1940 года на корабле «Нитта-Мару» покинула с семьёй Японию и переехала в США (впоследствии получила американское гражданство). В Калифорнии Екатерина Тодорович продолжила педагогическую карьеру. До конца жизни жила в Пало-Алто и Уолнат-Крик.
Похоронена на Сербском кладбище в Колме (округ Сан-Матео, Калифорния).

## Семья
- Сын от первого брака — Яков Иосифович (Джейкоб Джозеф) Коган (англ. Jacob Joseph Kogan[11], 1902—1976), гражданский инженер (1925)[12], был женат на Лии Владимировне Ланковской (в замужестве Коган, англ. Lea V. Kogan[13], 1899—1980)[14], родом из Владивостока (где они заключили брак в 1920 году)[15], с которой с 1921 года вместе учился в Калифорнийском университете. Сын от второго брака — Виктор Тодорович (1907—1929), студент инженерного отделения Калифорнийского университета, погиб в автокатастрофе в Гошене (округ Туларе, Калифорния)[16].
- Сёстры — Клара Яковлевна Шлезингер (в замужестве Горенштейн, 1879—1942), пианистка, музыкальный педагог, профессор Консерватории «Unirea» в Кишинёве; вместе с мужем была интернирована в Кишинёвском гетто и погибла в гетто Транснистрии[17]; Елизавета Яковлевна Повзикова (1887—1963), врач; Люба Яковлевна Филюрина.
- Брат — Анисим Яковлевич Шлезингер (1890—1950), выпускник Бернского университета, главврач поликлиники в Одессе; был арестован и осуждён по обвинению в шпионаже в пользу Японии (как завербованный в 1929 году японским консулом в Одессе); 7 апреля 1939 года приговорён к 10 годам заключения в ИТЛ. После освобождения на поселении работал врачом-хирургом Мотыгинской районной больницы (где и умер)[18][19].